# Тихий (струмок)
Тихий — струмок  в Україні, у  Долинському районі Івано-Франківської області, лівий доплив Соболя (басейн Дністра).

## Опис
Довжина річки приблизно 5  км. Формується з багатьох безіменних струмків. 

## Розташування
Бере  початок у підніжжя вершини Багна на південному сході від села Либохори. Спочатку тече на північний схід через урочище Прислоп, а потім на південний схід і впадає у річку Соболь, ліву притоку Мизунки.